# Pervomajszkojei járás (Tomszki terület)
A Pervomajszkojei járás (oroszul Первомайский район) Oroszország egyik járása a Tomszki területen. Székhelye Pervomajszkoje.

## Népesség

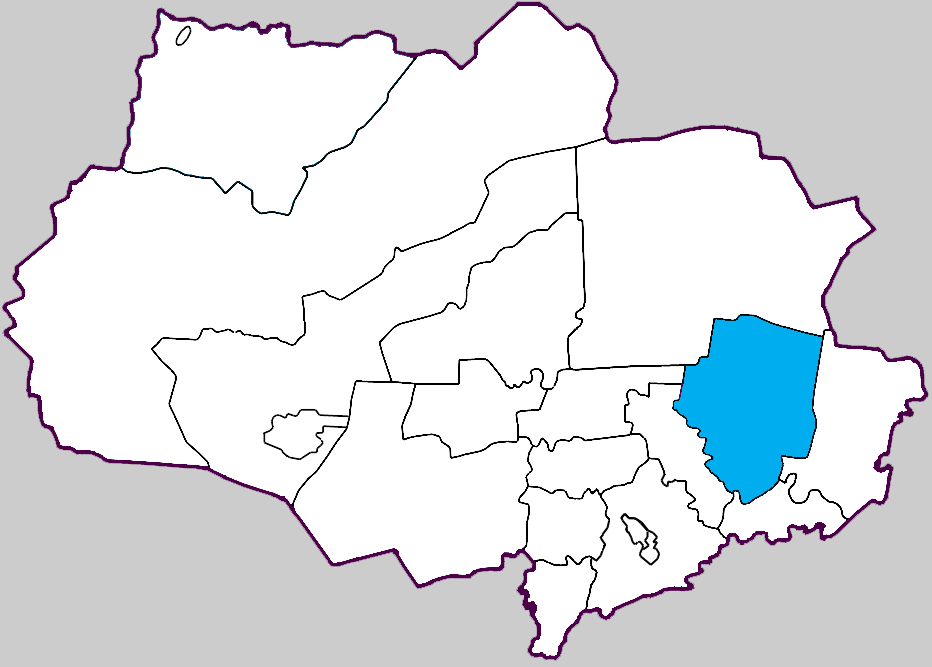
A Pervomajszkojei járás a Tomszki területen

- 1989-ben 23 350 lakosa volt.
- 2002-ben 21 260 lakosa volt.
- 2010-ben 18 947 lakosa volt.